# Use Your Fingers
Use Your Fingers – album studyjny zespołu Bloodhound Gang wydany dnia 18 lipca 1995 za pośrednictwem Cheese Factory Records. 
Utwór "You're pretty when I'm drunk" jest niemal w całości nagrany na podkładzie beatboxingu.
Pierwsza ścieżka na płycie jest monologiem amerykańskiego satyryka Ripa Taylora.

## Spis utworów[2]
1. "Rip Taylor Is God" – 1:23 (gościnnie Rip Taylor)
2. "We Are the Knuckleheads" – 2:39
3. "Legend in My Spare Time" – 3:05
4. "B.H.G.P.S.A." – 0:22
5. "Mama Say" – 2:59
6. "Kids in America" – 4:23 (cover utworu Kim Wilde z 1981)
7. "You're Pretty When I'm Drunk" – 3:56
8. "The Evils of Placenta Hustling" – 0:19
9. "One Way" – 3:05
10. "Shitty Record Offer" – 0:58
11. "Go Down" – 2:26
12. "Earlameyer the Butt Pirate" – 0:09
13. "No Rest for the Wicked" – 2:50
14. "She Ain't Got No Legs" – 2:28
15. "We Like Meat" – 0:04
16. "Coo Coo Ca Choo" – 2:36
17. "Rang Dang" – 3:02
18. "Nightmare at the Apollo" – 0:56
19. "K.I.D.S. Incorporated" – 2:20
20. Untitled Hidden Track – 0:47

## Twórcy[4]
- Jimmy Pop - wokal
- Daddy Long Legs - wokal, gitara basowa
- Skip O' Pot2Mus - bębny, tylny wokal
- M.S.G. - DJ
- Lüpüs Thünder - Gitara, tylny wokal
- Rip Taylor - monolog w pierwszej ścieżce dźwiękowej
- Rob Vitale - wokal w piosence "Kids In America"
- Mike Guthier - bębny w piosence "K.I.D.S. Incorporated"
- Jared Hennegan - Gitara basowa w piosence "K.I.D.S. Incorporated"
- Kyle Seifert - bębny w piosence "Kids In America"
- Joe Shepley - Trąbka w piosence "She Ain't Got No Legs"
- J.J. Bottari - Inżynier dźwięku w piosence "Mama Say"
- Richie Gagliadotto - inżynier dźwięku w piosenkach "Go Down" i "Shitty Record Offer"
- Aimée Macauley - oprawa graficzna, opieka nad całością
- Ari Marcopoulos - fotografie
- Christopher Bisagni - projekt okładki